# Acanthosaura lepidogaster
Acanthosaura lepidogaster är en ödleart som beskrevs av  Cuvier 1829. Acanthosaura lepidogaster ingår i släktet Acanthosaura och familjen agamer. Inga underarter finns listade i Catalogue of Life.
Denna ödla förekommer i sydöstra Kina, inklusive Hainan, östra Myanmar, Laos, norra Vietnam och norra Thailand. Den lever i låglandet och i bergstrakter upp till 1700 meter över havet. Exemplaren vistas i tropiska fuktiga skogar, ofta med tät undervegetation. De föredrar närheten av vattendrag. Acanthosaura lepidogaster vilar ofta 1,5 till 2,5 meter över marken i klätterväxter. Födan utgörs av myror och andra insekter. Individerna lever under parningstiden i par och annars ensam. Honor lägger ägg.
Beståndet hotas av skogsröjningar. Hela populationen anses vara stor. IUCN kategoriserar arten globalt som livskraftig.